# Hohenberg (Basse-Autriche)
Pour les articles homonymes, voir Hohenberg.
Hohenberg est une commune autrichienne du district de Lilienfeld en Basse-Autriche.